# Widerstehe doch der Sünde
Widerstehe doch der Sünde (BWV 54) is een religieuze cantate van Johann Sebastian Bach.

## Programma
Het is niet zeker wanneer en ter gelegenheid van welke zondag de cantate geschreven is. Wel is zeker dat het een vroege cantate van Bach betreft, die hij componeerde in zijn tijd in Weimar. De tekst van de cantate is in 1711 geschreven door hofbibliothecaris en dichter Georg Christian Lehms, die het als bestemming de zondag Oculi meegaf (de derde zondag in vastentijd). Volgens sommigen is de cantate gecomponeerd in 1713 (Christoph Wolff) of 1714 en voor het eerst uitgevoerd op 24 maart 1715, anderen denken dat Bach deze cantate niet specifiek voor zondag Oculi schreef, omdat Bach op zondag Oculi in 1715 cantate BWV 80a zou hebben uitgevoerd.
Wanneer de cantate inderdaad voor zondag Oculi geschreven is, is dat een van de weinige cantates die Bach voor een zondag in vastentijd heeft geschreven: het was in de tijd van Bach gebruikelijk om in vastentijd geen cantates uit te voeren om het sombere karakter van vastentijd. Maar omdat Bach in het tweede deel van zijn periode in Weimar een contract had waarin hij één cantate per kalendermaand moest schrijven, is het niet onlogisch dat Bach een cantate voor Oculi gecomponeerd heeft.

## Tekst
De tekst van de cantate is zoals gezegd van Lehms. Bach heeft in de eerste aria een kleine aanpassing van de tekst gedaan, het oorspronkelijke tödlich trifft is door Bach veranderd in tödlich ist. Lang is gedacht dat de cantate deels verloren was gegaan, omdat zij maar uit drie delen bestaat. Maar toen in 1970 de originele librettobundel van Lehms teruggevonden werd, bleek de cantate toch compleet te zijn.
1. Aria (alt): "Widerstehe doch der Sünde"
2. Recitatief (alt): "Die Art verruchter Sünden"
3. Aria (alt, tenor): "Wer Sünde tut, der ist vom Teufel"

## Muzikale bezetting
De zang wordt uitgevoerd door de altsolist. Het orkest bestaat uit twee violen, twee altviolen en basso continuo.

## Toelichting
De cantate is in vergelijking met de cantates die Bach later in Leipzig zou componeren minimaal, zowel wat betreft muzikale bezetting als lengte. De vorm van de cantate (aria - recitatief - aria, zonder koralen) doet denken aan de vorm van opera. Centraal in de cantate staat de strijd tussen het verleid worden tot zonde en het kunnen weerstaan van zonde. Dit komt naast tekstueel en muzikaal ook terug in de symboliek tussen drieledigheid (symbool van volmaaktheid, denk bijvoorbeeld aan de Heilige Drie-eenheid) en tweeledigheid (symbool voor onvolmaaktheid).
De eerste aria Widerstehe doch der Sünde gaat over het onheil dat de mens zal treffen wanneer hij geen weerstand weet te bieden tegen de zonde. De spanning tussen de verleiding voor en het weerstaan van de zonde wordt muzikaal uitgedrukt in lange dissonanten tussen de bas en de strijkers. Bach zou deze aria later hergebruiken (parodiëren) in de Markuspassion (no. 19, Falsche Welt, dein schmeichelnd Küssen). Het tussenliggende recitatief gaat over het lot van zondaars. De zang wordt enkel begeleid door basso continuo. De slotaria valt op door het steeds dalende thema van vier noten (twee secunden), waarmee de zondeval wordt gesymboliseerd. De aria is voor zover bekend de eerste fuga-aria gecomponeerd door Bach. Het thema wordt eerst door de twee violen, later door de beide altviolen, de solo-alt en de basso-continuo overgenomen.